# VW EA825
Der VW EA825 (EA = Entwicklungsauftrag) ist eine Ottomotoren-Baureihe der Volkswagen AG, die in ihrem Ursprung als EA824 als Audi Entwicklung gilt und als Nachfolgemodell EA825 von Porsche weiterentwickelt wurde. Die Baureihe umfasst Achtzylinder-V-Motoren und wird seit 2016 in verschiedenen Fahrzeugen des Volkswagen-Konzerns eingesetzt. Produziert werden die Motoren im Porsche-Werk Zuffenhausen.

## Technik

### Grundmotor
Der Hubraum des 4,0-l Achtzylinder-V-Motors beträgt 3996 cm³ mit einer Bohrung von 86,0 mm und einem Hub von 86,0 mm. Das geometrische Verdichtungsverhältnis beträgt 10,1. Der V-Winkel des Motors beträgt 90 Grad.
Der Motor verfügt über eine Benzin-Direkteinspritzung.

### Ventiltrieb
Die Steuerung des Ladungswechsels erfolgt über vier Ventile pro Zylinder (Vierventiltechnik) und insgesamt vier obenliegende, von einer Steuerkette angetriebene Nockenwellen.
Der Motor verfügt über eine Zylinderabschaltung über das sogenannte Audi valvelift system (AVS), d. h. eine zweistufige Hubumschaltung der Ventile. Bei Teillast können über ein anderes Nockenprofil vier der acht Zylinder stillgelegt werden.

### Aufladung und Abgas
Der 4,0-l-Motor verfügt über zwei Abgasturbolader (Biturbo), die nach dem Twinscroll-Prinzip arbeiten. Die Turbolader befinden sich im Innen-V der Zylinderbänke, d. h. die Abgasseite liegt innen und die Ansaugseite außen. Hierdurch werden eine kompakte Bauweise des Motors ermöglicht und die Gaslaufwege kurz gehalten.

### Sonstiges
Die Kraftstoff-Hochdruckpumpe spritzt den Kraftstoff mit 250 bar in die Brennräume ein.

## Varianten

### 4,0-l-Achtzylinder (4.0 TFSI)
| Hersteller                                                                        | Baureihe                | Fahrzeug                       | Bauzeitraum     |
| --------------------------------------------------------------------------------- | ----------------------- | ------------------------------ | --------------- |
| Leistung: 338 kW (460 PS) bei 5100–6000/min, Drehmoment: 600 Nm bei 1500–5000/min |                         |                                |                 |
| Audi                                                                              | Audi A8 D5              | A8 60 TFSI                     | 02/2020–11/2021 |
| Porsche                                                                           | Porsche Panamera II     | Panamera GTS                   | seit 10/2018    |
| Leistung: 338 kW (460 PS) bei 6000–6500/min, Drehmoment: 620 Nm bei 1800–4500/min |                         |                                |                 |
| Porsche                                                                           | Porsche Cayenne III     | Cayenne GTS                    | seit 06/2020    |
| Leistung: 338 kW (460 PS) bei 5500/min, Drehmoment: 660 Nm bei 1850–4500/min      |                         |                                |                 |
| Audi                                                                              | Audi A8 D5              | A8 60 TFSI                     | seit 12/2021    |
| Leistung: 373 kW (507 PS) bei 5500/min, Drehmoment: 770 Nm bei 2000–4000/min      |                         |                                |                 |
| Audi                                                                              | Audi Q7 4M              | SQ7                            | ab 10/2020      |
| Audi                                                                              | Audi Q8 4M              | SQ8                            | ab 10/2020      |
| Leistung: 404 kW (550 PS) bei 5750–6000/min, Drehmoment: 770 Nm bei 1960–4500/min |                         |                                |                 |
| Bentley                                                                           | Flying Spur (seit 2019) |                                | 10/2020–        |
| Porsche                                                                           | Porsche Panamera II     | Panamera Turbo                 | seit 11/2016    |
| Porsche                                                                           | Porsche Panamera II     | Panamera Turbo S E-Hybrid      | seit 07/2017    |
| Porsche                                                                           | Porsche Cayenne III     | Cayenne Turbo                  | seit 09/2017    |
| Porsche                                                                           | Porsche Cayenne III     | Cayenne Turbo S E-Hybrid       | seit 08/2019    |
| Porsche                                                                           | Porsche Cayenne Coupé   | Cayenne Coupé Turbo            | seit 08/2019    |
| Porsche                                                                           | Porsche Cayenne Coupé   | Cayenne Coupé Turbo S E-Hybrid | seit 08/2019    |
| Leistung: 420 kW (571 PS) bei 6000/min, Drehmoment: 800 Nm bei 2000–4500/min      |                         |                                |                 |
| Audi                                                                              | Audi A8 D5              | S8 TFSI                        | 11/2019–10/2020 |
| Leistung: 420 kW (571 PS) bei 6000/min, Drehmoment: 800 Nm bei 2050–4500/min      |                         |                                |                 |
| Audi                                                                              | Audi A8 D5              | A8L Security                   | seit 02/2022    |
| Audi                                                                              | Audi A8 D5              | S8 TFSI                        | seit 10/2020    |
| Leistung: 441 kW (600 PS) bei 6000/min, Drehmoment: 800 Nm bei 2100–4500/min      |                         |                                |                 |
| Audi                                                                              | Audi A6 C8              | RS6                            | seit 12/2019    |
| Audi                                                                              | Audi A7 C8              | RS7                            | seit 12/2019    |
| Audi                                                                              | Audi Q8 4M              | RSQ8                           | seit 12/2019    |
| Leistung: 463 kW (630 PS) bei 6000/min, Drehmoment: 850 Nm bei 2300–4500/min      |                         |                                |                 |
| Audi                                                                              | Audi A6 C8              | RS6 Performance                | seit 12/2022    |
| Audi                                                                              | Audi A7 C8              | RS7 Performance                | seit 12/2022    |
| Leistung: 471 kW (640 PS) bei 6000/min, Drehmoment: 850 Nm bei 2300–4500/min      |                         |                                |                 |
| Porsche                                                                           | Porsche Cayenne Coupé   | Cayenne Coupé Turbo GT         | seit 09/2021    |
| Leistung: 478 kW (650 PS) bei 6000/min, Drehmoment: 850 Nm bei 2250–4500/min      |                         |                                |                 |
| Lamborghini                                                                       | Lamborghini Urus        | Urus                           | 03/2018–09/2022 |
| Leistung: 490 kW (666 PS) bei 6000/min, Drehmoment: 850 Nm bei 2250–4500          |                         |                                |                 |
| Lamborghini                                                                       | Lamborghini Urus        | Urus Performante               | seit 09/2022    |
| Lamborghini                                                                       | Lamborghini Urus        | Urus S                         | seit 09/2022    |